# Затонский, Владимир Васильевич
Влади́мир Васи́льевич Зато́нский (род. 23 марта 1953) — советский легкоатлет, специалист по бегу на средние и длинные дистанции. Выступал за сборную СССР по лёгкой атлетике в 1970-х годах, серебряный призёр чемпионата СССР и Спартакиады народов СССР, победитель первенств всесоюзного и всероссийского значения, участник чемпионата Европы в Риме. Представлял Московскую область и спортивное общество «Спартак».

## Биография
Владимир Затонский родился 23 марта 1953 года. Занимался лёгкой атлетикой в Московской области, выступал за РСФСР и добровольное спортивное общество «Спартак».
Впервые заявил о себе в августе 1971 года, когда на соревнованиях в Москве стал серебряным призёром в беге на 3000 метров.
В 1972 году в составе советской сборной выиграл бронзовую медаль на юниорском международном кроссе в Женеве.
В 1973 году выиграл юниорский кросс в Женеве, финишировал шестым в дисциплине 3000 метров на чемпионате Европы в помещении в Роттердаме, получил серебро в дисциплине 1500 метров на соревнованиях в Подольске.
В 1974 году в беге на 5000 метров выиграл серебряную медаль на Кубке Правды в Москве, пришёл к финишу четвёртым на чемпионате СССР в Москве. Благодаря череде удачных выступлений удостоился права защищать честь страны на чемпионате Европы в Риме — в финале 5000 метров показал время 13:39.6, расположившись в итоговом протоколе соревнований на девятой строке.
В 1975 году в дисциплине 1500 метров взял бронзу в Сочи и получил серебро в Будапеште. В дисциплине 5000 метров завоевал серебряную награду на чемпионате страны в рамках VI летней Спартакиады народов СССР в Москве. В дисциплине 3000 метров выиграл старт в Подольске.
В 1977 году на 5000-метровой дистанции финишировал четвёртым на Кубке Правды в Сочи.
В 1978 году в беге на 5000 метров был шестым на Мемориале братьев Знаменских в Вильнюсе и восьмым на Мемориале Владимира Куца в Подольске. На других соревнованиях в Подольске установил свой личный рекорд в беге на 3000 метров — 7:51.8.
В 1979 году на Кубке Правды в Сочи установил личный рекорд на дистанции 5000 метров — 13:35.50. Позднее участвовал в чемпионате страны в рамках VII летней Спартакиады народов СССР в Москве, где с личным рекордом 28:47.1 стал девятым в беге на 10 000 метров.
В 1981 году бежал 5000 метров на Мемориале Знаменских в Ленинграде, с результатом 13:42.41 финишировал четвёртым.